# Дерби соснового леса
«Дерби соснового леса» (англ. Pinewood Derby) — 6-й эпизод 13-го сезона (№ 187) сериала «Южный парк», премьера которого состоялась 15 апреля 2009.

## Сюжет
Поздно ночью Рэнди и Стэн занимаются изготовлением деревянной модели автомобиля для ежегодного «Дерби соснового леса». По условиям соревнований машинка должна быть собрана из стандартного комплекта, но Рэнди вкладывает внутрь машинки загадочный шарик, который, по его задумке, должен помочь Стэну выиграть. Из утреннего телевизионного репортажа выясняется, что таинственный шарик является сверхпроводящим магнитом для ускорения элементарных частиц из Большого адронного коллайдера, который выкрал Рэнди, переодевшись в принцессу Лею Органу.
Перед прохождением предстартового контроля на «Дерби соснового леса» Рэнди просит Стэна солгать судьям в ответ на вопрос о наличии в конструкции машинки деталей, не предусмотренных правилами. Он объясняет сыну, что, когда лжёшь, нельзя отводить взгляд в сторону, тереть шею или трогать ухо, иначе все поймут, что ты говоришь неправду. На предложение сына просто вынуть лишнюю штуковину из машинки, отец отвечает, что когда-нибудь Стэну придётся научиться лгать, и пусть уж лучше этот день будет сегодня. Мальчик соглашается и во время проверки отвечает (хотя и с некоторой заминкой), что в машинке использованы только детали из стандартного комплекта. Стэн и Рэнди занимают в дерби первое место, после того как машинка Стэна во время заезда внезапно ускоряется и выходит в космос, и при этом достигает так называемой «варп-скорости» (превышает скорость света).
В космосе машину перехватывает инопланетянин, позже он выходит на связь с землянами. Земля готовится к первому контакту с инопланетной жизнью. В качестве контактёров выступают Рэнди и Стэн, поскольку инопланетяне требуют встречи с создателями машинки. Рэнди вручают телефон, по которому он может общаться с руководителями всех стран мира. Космический корабль приземляется в Саут-Парке, но его пилотом оказывается межгалактический бандит Бэйби Фарк МакГи-Закс (англ. Baby Fark McGee-zax). Инопланетянин угрожает убийством землян и требует сделать ещё одну такую машинку, чтобы он мог сбежать от полиции. Все уверены, что Рэнди и Стэн могут повторить конструкцию, используя только стандартный комплект «Дерби соснового леса». Стэн пытается уговорить отца признаться в использовании сверхпроводящего магнита, но Рэнди отказывается, чтобы избежать позора, и они приступают к изготовлению машинки.
Немного спустя прибывает межгалактическая полиция. Бэйби Фак МакГи-Закс делает свой космический корабль невидимым, берёт Стэна в заложники и скрывается в здании магазина. Межгалактические полицейские спрашивают, не посещал ли планету грабитель банка Бэйби Фак МакГи-Закс, который украл огромную сумму космических денег (англ. space cash). Но Рэнди и все мировые лидеры (по телефону) отвечают, что никаких инопланетян не видели. Полицейские удивляются, что земляне слабо радуются первому контакту, и просят позвонить, если вдруг на земле объявится бандит или найдутся деньги, а затем улетают.
Работа над машинкой продолжается, но инопланетный бандит начинает терять терпение. Стэн предлагает всё-таки сознаться в обмане, но Рэнди передаёт сыну заточку и уговаривает убить бандита ударом в шею. После убийства инопланетянина земляне заходят в космический корабль, а Рэнди говорит сыну, что лжи больше не будет. Однако, в корабле пришельца находится большая куча денег, и Рэнди предлагает не звонить межгалактическим полицейским, а оставить деньги себе. Предложение Рэнди находит горячую поддержку всех присутствующих, кроме Стэна. Рэнди ведёт переговоры с мировыми лидерами, которые требуют поделиться деньгами и научными материалами в обмен на молчание. Через 4 дня снова прилетает межгалактическая полиция, которая обнаруживает космический корабль бандита. Рэнди утверждает, что они были вынуждены убить преступника, но никаких денег они не обнаружили. Слова Рэнди подтверждают все мировые лидеры. Перед отлётом полицейские интересуются, почему в Мексике, одной из беднейших стран планеты, за последние 4 дня построили 32 больницы и 7 водных парков. Рэнди отвечает, что все страны помогли Мексике из альтруистических соображений.
После этого происшествия Рэнди начинает убеждать мировых лидеров не тратить космические деньги по-крупному, иначе это привлечёт внимание инопланетян. Финляндия решает выйти из сговора и рассказать правду межгалактической полиции, поскольку там считают, что истина рано или поздно будет установлена, и больше не могут жить с грузом такой вины. Однако лидеры других стран не согласны с таким поворотом событий и решают избавиться от Финляндии с помощью всёпоражающего ядерного удара. После этого снова прибывает межгалактическая полиция. Все делают вид, будто ничего не знают о судьбе Финляндии. Рэнди предполагает, что Финляндия самоуничтожилась. В этот миг выходит Стэн и возвращает приз за первое место в «Дерби соснового леса». Он признаётся, что использовал детали, не входящие в стандартный комплект. Межгалактические полицейские отмечают искреннее раскаяние Стэна и спрашивают у землян, не хотят ли они ещё что-нибудь сказать. Но Рэнди и мировые лидеры не признаются в присвоении денег. После этого из полицейского корабля выходит якобы убитый Бэйби Фак МакГи-Закс, который на самом деле оказывается Кеворном Заксором (англ. Kevorn Zaxor), посланным для испытания новой планеты на предмет готовности к вступлению в межгалактическое содружество. Земляне полностью провалили испытание и, в наказание, Земля будет навсегда отрезана от остальной Вселенной. Корабль пришельцев улетает и огораживают планету Земля неким силовым полем, а Рэнди говорит вслед кораблю пришельцев: «Вот это отстой» (англ. Well, that sucks).

## Пародии
- Убийство инопланетянина Стэном прямо отсылает к «Секретным материалам»: в эпизоде «Колония» герой Брайана Томпсона убивал инопланетян уколом в шею, также у него вместо крови была зелёная жидкость.
- Финальная сцена заключения планеты Земля в силовое поле — отсылка к сериалу «Звёздный путь».
- Эпизод частично пародирует фильм «Звёздный путь: Первый контакт», который упоминается репортёром во время посадки корабля бандита, который в свою очередь является переосмысленной экранизацией рассказа американского писателя Фредерика Брауна «Кукольный театр» / (англ. Puppet Show) (ноябрь 1962).
- Сцена, когда Рэнди объясняет Стэну, как именно надо лгать, отсылает к телесериалу «Обмани меня».

## Факты
- Когда Рэнди сказал, что любит Стэна, он смотрел в сторону и тёр шею. Ранее он пояснил, что это признаки лжи.
- В эпизоде не появляется Кайл. Кенни появляется на трибунах только со своим отцом, а Картман появляется в толпе на дерби рядом с ним. Они оба приходят вместе с другими, чтобы поприветствовать пришельцев, но ни один из них не говорит в эпизоде.
- Среди глав государств показан Владимир Путин, а не действовавший во времена создания эпизода президент Дмитрий Медведев (Путин в это время был премьер-министром). Кроме того в качестве премьер-министра Австралии показан Джон Говард, хотя в 2007 году его на этом посту сменил Кевин Радд. Также в этой серии среди мировых лидеров не показан президент США Барак Обама, переговоры от лица США ведёт Рэнди Марш.
- Появление инопланетян: площадь, заполненная народом, ждущим прилёта пришельцев; справа от репортёра в толпе держат плакат с инопланетянином.
- Глупость землян в обращении с деньгами заключается в том, что, выкинув эти деньги на внутренний рынок, они вызовут лишь номинальное увеличение денег, реальное же содержание богатства останется без изменений. Тем более, это только космические деньги и они стоят ровно столько, сколько решат сами земляне. Это справедливо было подмечено пришельцами. Тем не менее, Мексика всё же умудряется каким-то чудом совершить большие стройки.
- В серии заявляется, что это первый контакт, хотя люди в сериале уже неоднократно контактировали с инопланетянами, например, в эпизодах «Кошмарный Марвин в космосе» или «Самый большой говнюк во Вселенной». Даже в самом первом эпизоде сериала «Картман и анальный зонд» есть контакт с пришельцами. Здесь, скорее всего, имеется в виду первый контакт на официальном уровне, с участием государственных властей (в прошлых случаях в контакт с инопланетянами вступали лишь ограниченные группы людей).
- Тела межгалактических полицейских устроены подобно телу Snakeman’а из X-COM, а лицо одного из них напоминает лицо охранника из Half-Life.